# Будатинський замок
Будатинський замок (словац. Budatínsky hrad) — замок у Жиліні, Словаччина.

## Місцезнаходження
Злиття річок Ваг і Кісуця в Жиліні: 49°14′07″ пн. ш. 18°43′47″ сх. д. / 49.23528° пн. ш. 18.72972° сх. д.

## Історія
Замок виник у другій половині XIII століття як охоронний на броді біля Вага і Кісуці. У 1551 році перебудований у ренесансному стилі. У XVII столітті обнесений новою стіною з бастіонами. В 1745 році збудована барокова каплиця і закладений парк. Реконструйований в 1922–1923. У наш час[коли?] в замку розташований Повазький Музей.

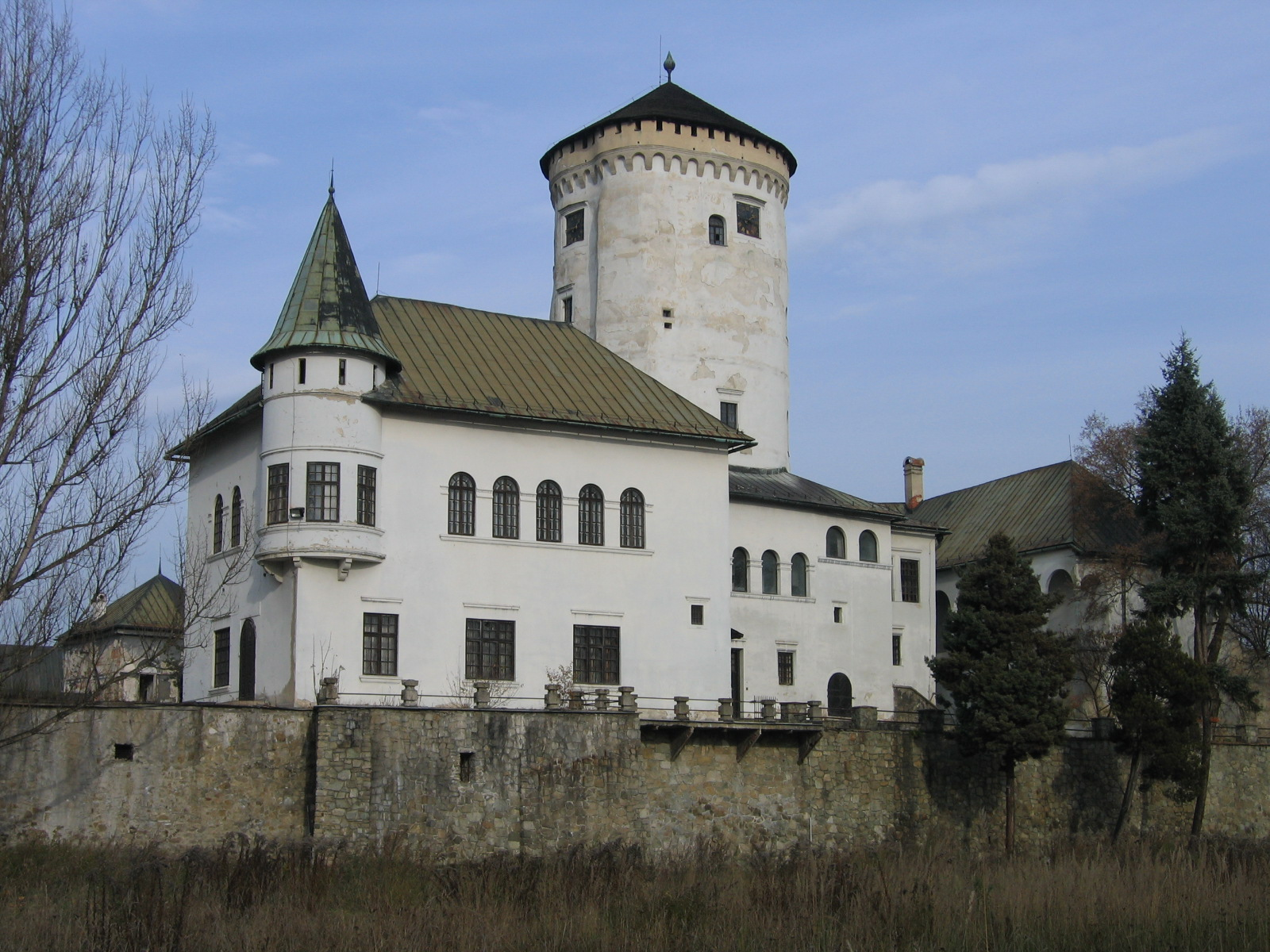
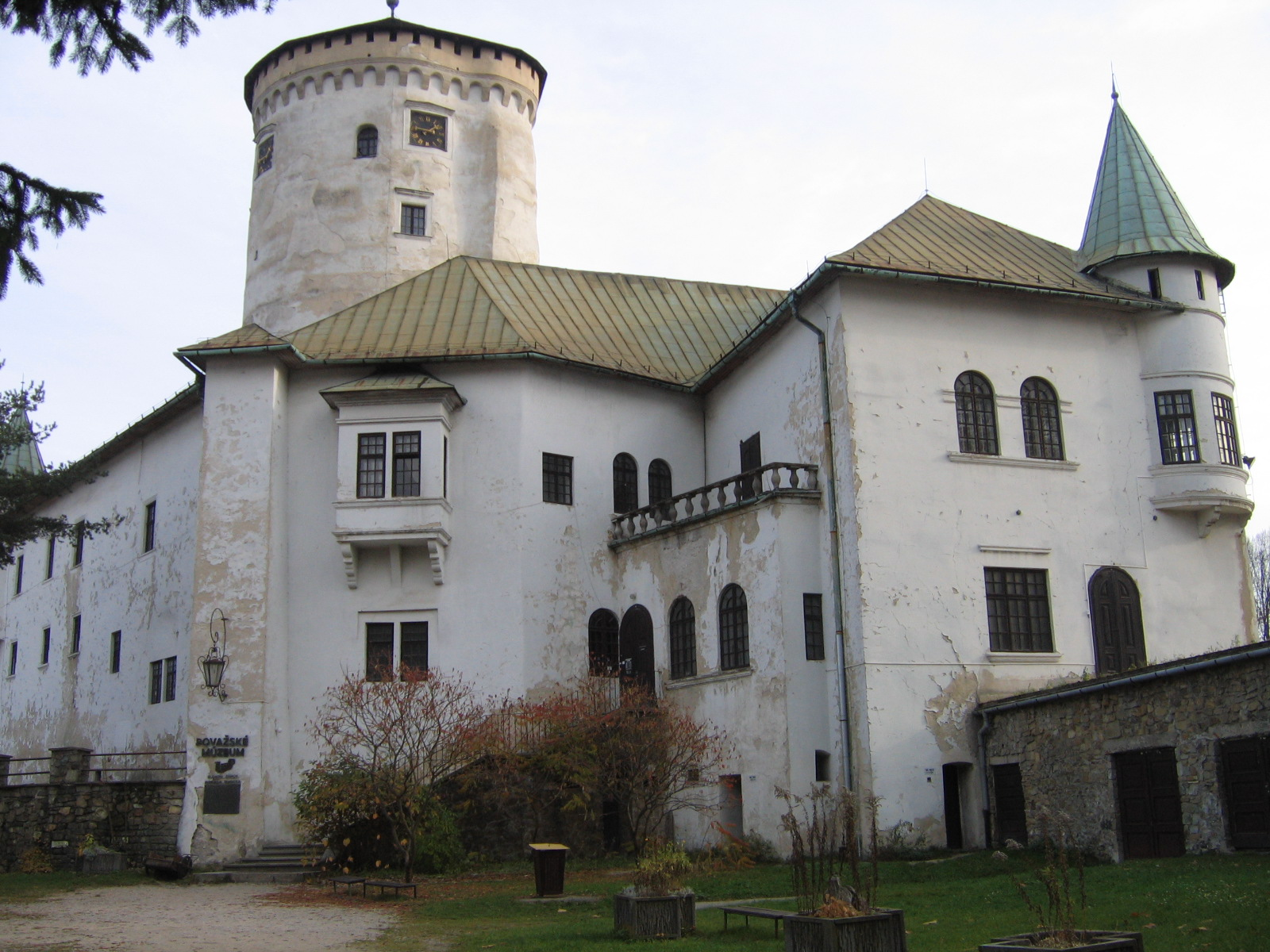
Вхід у замок